# Heterotis (vissen)
Heterotis is een geslacht van straalvinnige vissen uit de familie van de beentongvissen (Arapaimidae).

## Soorten
Het geslacht kent één soort:
- Heterotis niloticus (Cuvier, 1829)